# Halosaurus pectoralis
Halosaurus pectoralis is een straalvinnige vissensoort uit de familie van rugstekelalen (Halosauridae). De wetenschappelijke naam van de soort is voor het eerst geldig gepubliceerd in 1926 door McCulloch.